# 54 Ophiuchi
54 Ophiuchi är en gul jätte i stjärnbilden Ormbäraren.
54 Ophiuchi har visuell magnitud +6,53 och är inte synlig för blotta ögat utan fältkikare. Den befinner sig på ett avstånd av ungefär 475 ljusår.